# Mihailo Jovanović (métropolite)
Pour les articles homonymes, voir Mihailo Jovanović et Jovanović.
Mihailo Jovanović (en serbe cyrillique : Михаило Јовановић ; né le 19 août 1826 à Sokobanja et mort le 17 février 1898 à Belgrade) est un métropolite orthodoxe serbe. Il a notamment été archevêque de Belgrade et métropolite de Serbie de 1859 à 1881 puis de 1889 à 1898, la plus haute dignité de l'Église orthodoxe serbe avant le rétablissement du patriarcat de Peć en 1920[réf. nécessaire]. Il a été membre de l'Académie royale de Serbie, qui est plus tard devenue l'Académie serbe des sciences et des arts. Mihailo Jovanović a été le premier président de la Croix-Rouge de Serbie créée le 6 février 1876.
La période où Mihailo était en fonction a été marquée par une modernisation de l'Église orthodoxe serbe dans les domaines de la gouvernance de l'Église et de l'éducation des prêtres. Pendant qu'il était en fonction, la métropole de Belgrade est devenue autocéphale par rapport au patriarcat œcuménique de Constantinople, à la suite des guerres serbo-turques de 1876 à 1878.
Politiquement, Mihailo était un russophile et il entretenait de nombreux liens étroits avec les cercles panslaves dans l'empire d'Autriche et dans l'Empire russe. En raison de cette position, il est entré en conflit avec le prince Milan Obrenović, austrophile, déclenchant une crise connue sous le nom de la « Question de l'Église » (en serbe : Црквено питање), qui a conduit à un refroidissement notable dans les relations entre la Serbie et la Russie. Mihailo a été destitué de sa fonction de métropolite en 1881 et il a vécu en exil en Bulgarie et en Russie de 1883 à 1889 ; il est rentré en Serbie après l'abdication de Milan,.

## Jeunesse et formation

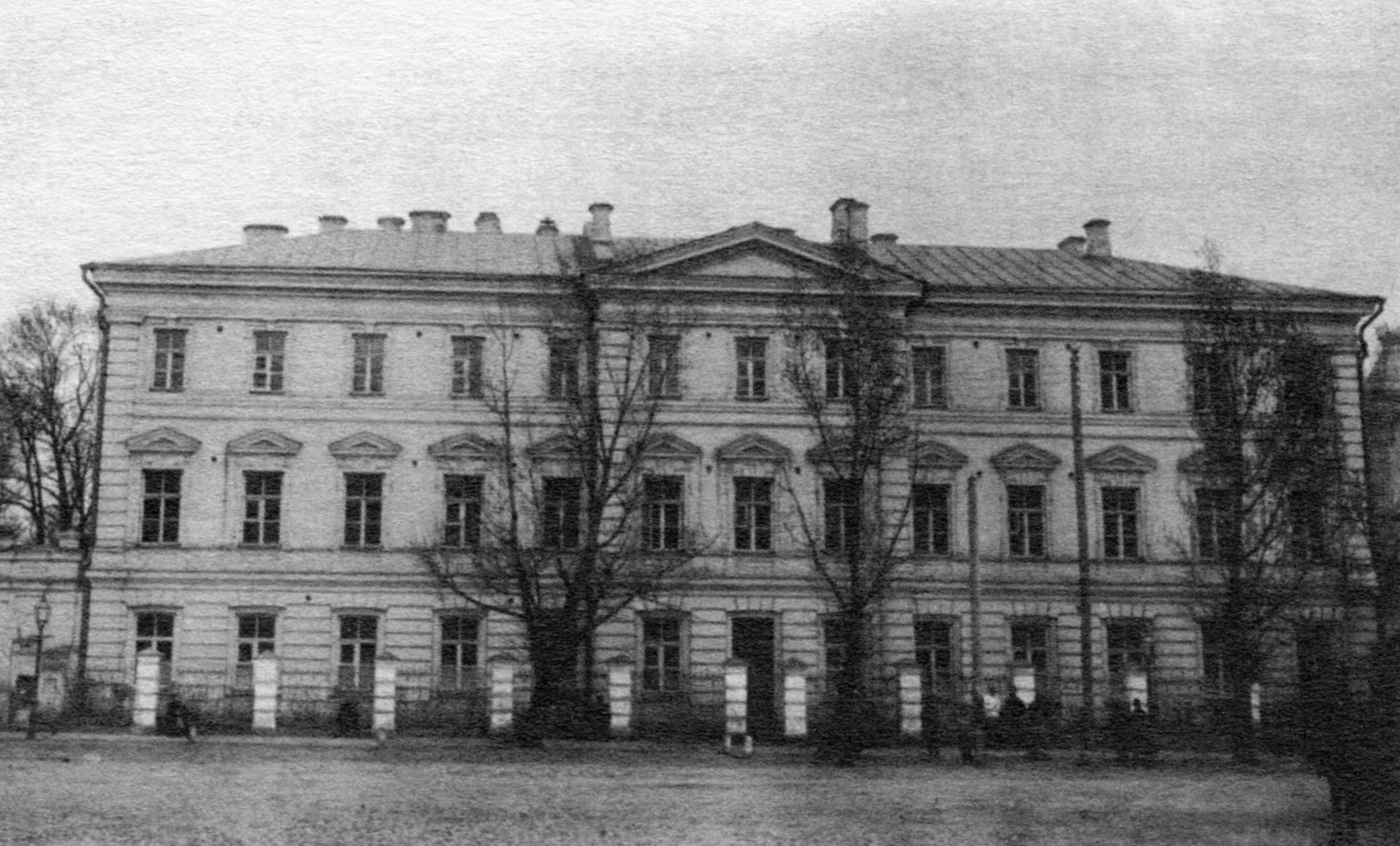
L'Académie théologique de Kiev, où Mihailo a effectué ses études.

Mihailo est né sous le nom de Miloje Jovanović le 19 août 1826 à Sokobanja ; ses parents étaient Milovan et Marija Jovanović. Il a effectué ses études élémentaires dans sa ville natale et a ensuite étudié aux lycées de Zaječar et de Negotin ; à Negotin, il a suivi les cours de Dositej Novaković, qui allait devenir évêque de l'éparchie du Timok. Il s'est inscrit au Séminaire de Belgrade en 1842 et en est sorti diplômé en 1846,,.
À l'instigation du métropolite de Belgrade Petar Jovanović, il est parti à Kiev en juillet 1846 ; il était accompagné de six amis, sous la conduite de Sima Milutinović Sarajlija, parfois considéré comme le premier écrivain romantique serbe. Il a suivi les cours de l'Académie théologique de Kiev, d'où il est sorti avec un master. Le 29 mars 1853, il a prononcé des vœux monastiques à la Laure de Petchersk et a reçu son nom d'Église, Mihailo. Le 12 avril, il est devenu hiérodiacre et le 16 avril hiéromoine. Après ses études, Mihailo est resté en Russie pendant presque une année ; il a visité Moscou, Saint-Pétersbourg et le monastère d'Optina près de Kozelsk ; dans ce monastère, il a étudié la vie des moines russes.
En juin 1854, Mihailo est rentré en Serbie et il a enseigné au Séminaire jusqu'en octobre de la même année ; il est alors devenu archimandrite du monastère de Studenica. Le 14 octobre 1854, il a été ordonné évêque de Šabac-Valjevo,.

## Métropolite de Belgrade

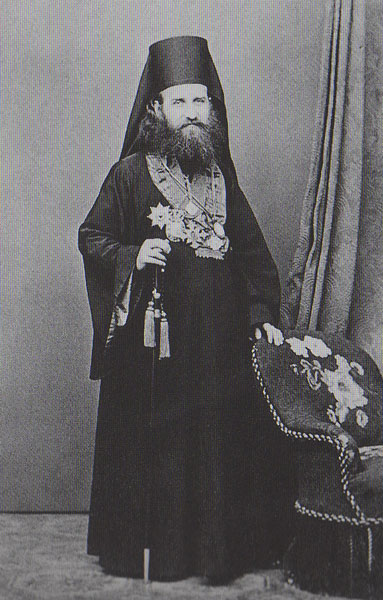
Le métropolite Mihailo vers 1865.

Le 25 juillet 1859, Mihailo a succédé à Petar Jovanović à la tête de la métropole de Belgrade. Petar était passé en Autriche à cause de différends politiques avec le régime en place en Serbie.
La période de Mihailo a été marquée par une modernisation de l'Église orthodoxe serbe dans les domaines de la gouvernance de l'Église et de l'éducation des prêtres. Le 30 septembre 1862, il a fait adopter une nouvelle loi ecclésiastique sur l'administration de l'Église et, le 27 septembre 1863, une nouvelle loi a été adoptée sur la modernisation de l'enseignement au séminaire. En 1873, un département a été créé au Séminaire de Belgrade pour la formation des prêtres qui devaient œuvrer pour la propagation de la foi dans les zones encore sous la domination de l'Empire ottoman. Par la loi du 11 janvier 1896, la durée de formation au séminaire a été portée à neuf ans.
Mihailo a également établi les fondations de la théologie en tant que discipline en Serbie. Il s'est particulièrement intéressé aux questions dogmatiques et à la théologie pratique. Ses ouvrages sur l'histoire de l'Église serbe, Pravoslavna srbska crkva u Knjažestvu Srbii (L'Église orthodoxe serbe dans la principauté de Serbie, 1874) et Pravoslavna crkva u Kraljevini Srbiji (L'Église orthodoxe dans le royaume de Serbie, 1895) sont consiérés comme dignes d'intérêt. À l'intérieur de l'Église, il séparait ce qui relève de l'administration et ce qui relève du judiciaire ; il a a amélioré la formation du clergé et soutenu les monastères.

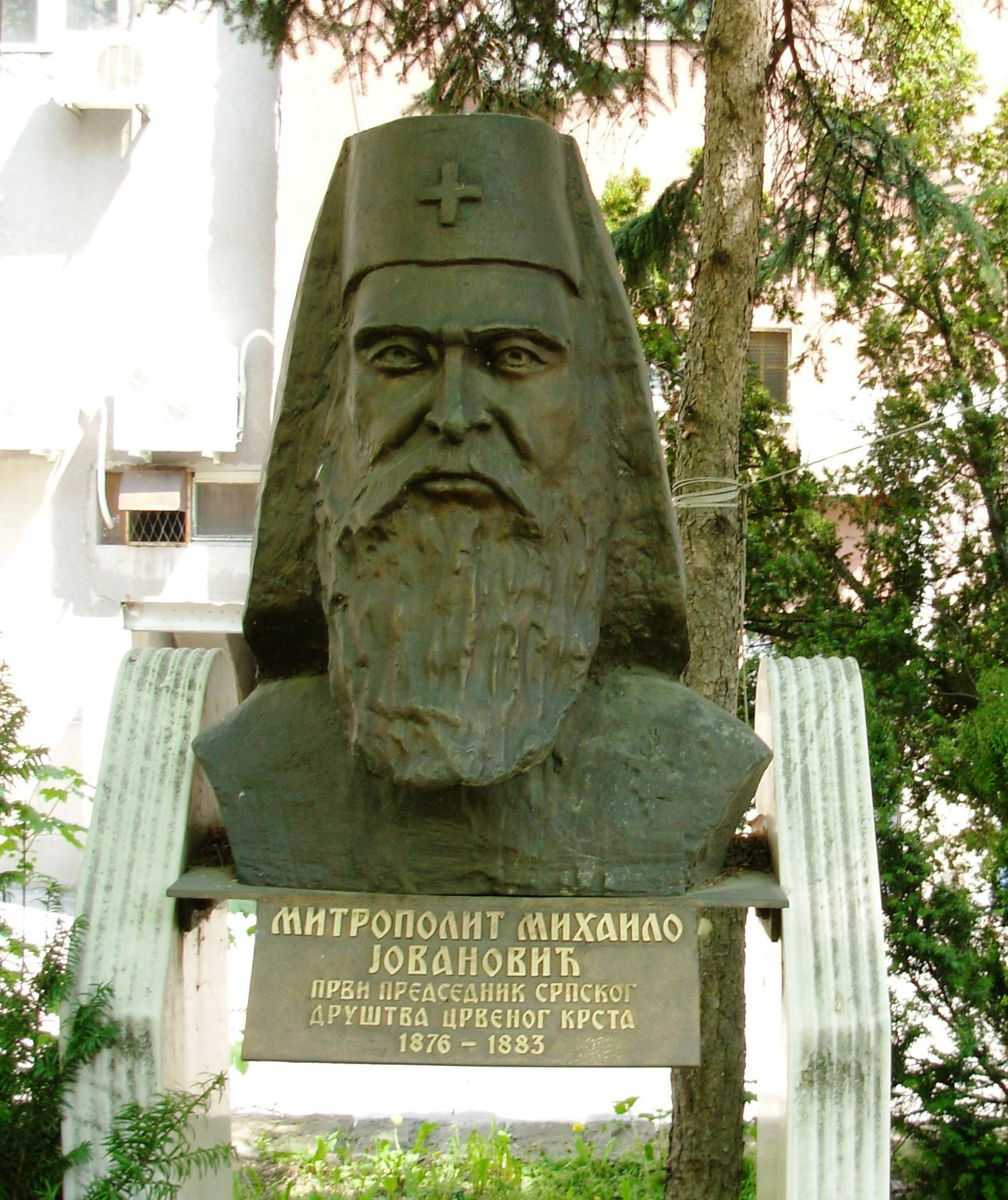
Buste de l'archimandrite Mihailo.

Russophile convaincu, Mihailo a entretenu de nombreux liens étroits avec des cercles panslaves dans l'Empire russe et a rassemblé autour de lui des personnalités diverses mais toutes intéressées par l'unification des Slaves du sud, dont Josip Juraj Strossmayer, évêque catholique et parlementaire croate, mais aussi de nombreux Franciscains de Bosnie, ce qui l'a rendu très impopulaire à Vienne. Pendant l'Insurrection de l'Herzégovine de 1875, Mihailo a aidé les insurgés matériellement et politiquement et des comités panslaves ont également envoyé de l'aide par son intermédiaire.
Pendant la guerre serbo-turque de 1878, Mihailo s'est fait l'avocat d'une Métropole de Belgrade autocéphale, à l'instar de l'Exarcat de Bulgarie, qui était autocéphale de facto depuis 1872 ; il arguait qu'une métropole supplémentaire pourrait être créée dans les régions de l'Empire ottoman qui étaient sous l'autorité du Patriarcat serbe de Peć avant 1766, incluant l'éparchie de Kyoustendil, également revendiquée par l'Exarcat de Bulgarie. Entre le traité de San Stefano et le congrès de Berlin, Mihailo a plaidé pour que les éparchies de Bosnie restant sous contrôle ottoman deviennent autocéphales. Le 20 octobre 1879, la Métropole de Belgrade est devenue autocéphale, en accord avec le patriarcat œcuménique de Constantinople,.
Le métropolite Mihailo a été membre honoraire de deux universités à Saint-Petersburg et Moscou, respectivement à partir de 1869 et 1871. Il s'est parallèlement montré actif dans le combat pour des causes humanitaires. En 1862, il est devenu le président de la Société pour la libération des esclaves africains et, en février 1876, il est devenu le premier président de la Croix-Rouge de Serbie.

## Renvoi et exil

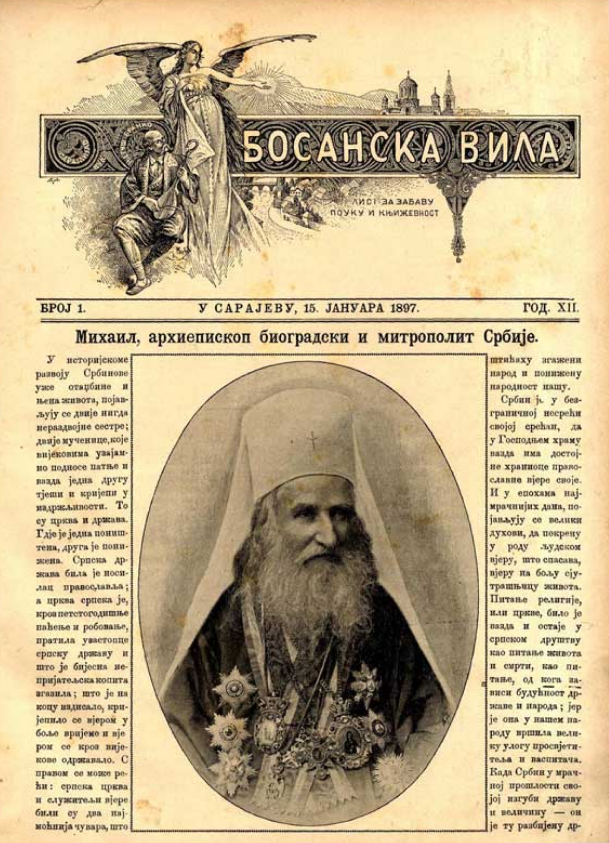
Première page du journal littéraire serbe de Sarajevo Bosanska vila, consacrée au métropolite Mihailo.

Mihailo a également été actif en politique en Serbie et ses sympathies au Parti libéral de Jovan Ristić. Il a vivement condamné l'occupation de la Bosnie-Herzégovine par l'Autriche-Hongrie en 1878, tout comme la politique austrophile du prince Milan Obrenović. Un autre motif de conflit entre lui et Milan a été son refus d'accepter le divorce entre le prince et sa femme, la princesse Natalija. Pour ces raisons, il s'est attiré l'hostilité du président du Conseil Milan Piroćanac, issu du Parti progressiste serbe, et le métropolite a été déposé, officiellement à cause d'une nouvelle loi sur les taxes, promulguée par le ministre de l'Éducation Stojan Novaković, qui concernait également l'Église. La loi a été amendée en 1882, permettant au gouvernement de faire entrer au Saint-Synode des évêques ses propres délégués laïcs ; l'État contrôlait ainsi l'Église et réduisait le synode à une sorte d'agence publique,. Ce qu'on appelle la « Question de l'Église » (en serbe : Црквено питање) a en tout cas conduit à un refroidissement notable des relations entre la Serbie et la Russie.
Le 11 avril 1883, Mihailo a quitté la Serbie pour se rendre à Istanbul. Son voyage a été financé par le consul de Russie Alexandre Ivanovich Persiani. Après s'être arrêté brièvement sur le Bosphore, il a visité la Palestine puis il a passé deux mois au monastère de Hilandar sur le mont Athos. Il a séjourné dans la principauté de Bulgarie, d'abord à Varna puis à Ruse. À chaque fois, il a été obligé de partir à cause des pressions exercées par le gouvernement serbe. À l'été 1884, Mihailo a obtenu l'autorisation d'entrer en Russie et, le 28 août, il est parti pour Kiev où il a de nouveau séjourné à la Laure de Petchersk,.
Pendant les cinq années suivantes, Mihailo s'est déplacé entre Kiev et Moscou, où il est devenu un point de ralliement pour les Radicaux qui ont émigré pendant le règne de Milan Obrenović. Aux yeux du gouvernement russe et des cercles ecclésiastiques et panslaves, Mihailo est devenu un martyr de la cause slave et orthodoxe. 

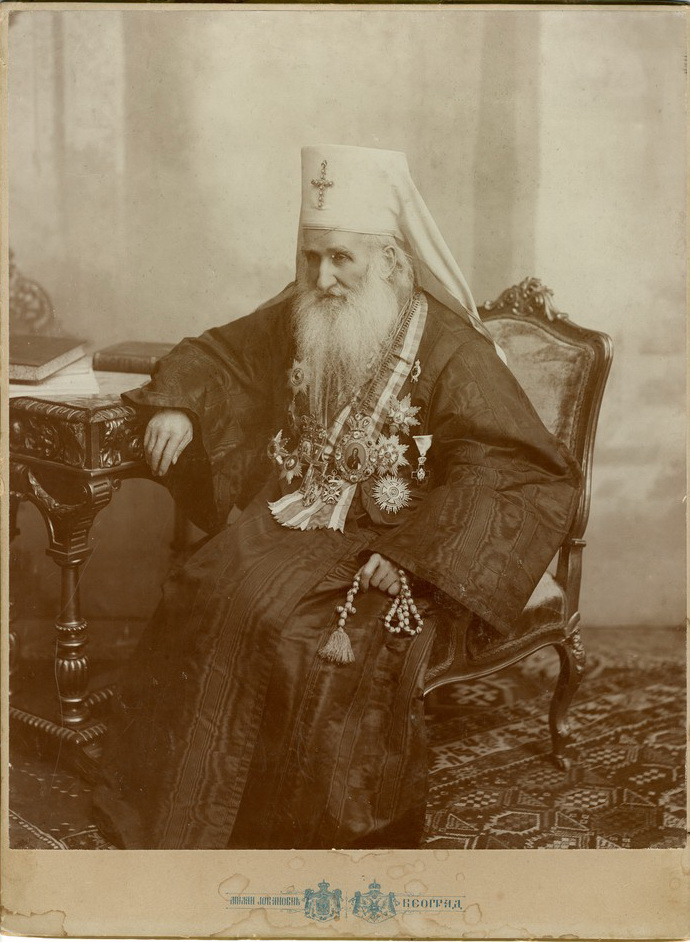
Le métropolite Mihailo en 1895, photographie de Milan Jovanović.

En décembre 1883, Mihailo a rencontré le chef Radical Nikola Pašić, exilé pour son rôle dans la révolte du Timok, une insurrection déclenchée par des représentants du Parti radical populaire contre Milan, devenu roi de Serbie en 1882. Les deux hommes se sont accordés sur un plan général de coopération contre le dirigeant serbe. Au cours de leur seconde rencontre entre mai et juin 1884, ils se sont mis d'accord pour une insurrection en août 1884, incluant un plan pour assassiner le roi avec une grenade à main. La mise en œuvre du plan devait être effectuée par Nicolas Notovitch. Ce projet n'a jamais abouti car les dirigeants russes se méfiaient de Pašić, qu'ils considéraient comme « un nihiliste et un rebelle » ; Notovitch, de son côté, avait révélé le plan au ministre de l'Intérieur Stojan Novaković à Belgrade et à l'émissaire serbe Jovan Marinović à Paris. En raison de leurs soupçons sur les plans d'insurrection du métropolite et craignant une déstabilisation de la Bulgarie, les autorités ont interdit à Mihailo de séjourner à Moscou pour l'éloigner du mouvement panslave mais il a pu s'installer à Kiev.
À Kiev, Mihailo est entré en contact avec plusieurs personnalités slavophiles importantes, comme Ivan Aksakov, qui allait finalement montrer qu'il était la figure centrale des plans d'insurrection armée de Mihailo et de Pašić. L'insurrection envisagée devait commencer en septembre 1885 mais elle a été différée à cause de l'unification de la Bulgarie et de la guerre serbo-bulgare qui s'est ensuivie, commencée en novembre 1885. Pašić s'est réfugié en Russie, où a eu lieu une rencontre entre Mihailo, Aksakov et le général Mikhaïl Tcherniaïev ; cette rencontre s'est effectuée à Moscou où Mihailo venait de rentrer. Le plan projeté n'a jamais été réalisé car, en Serbie, une amnistie générale a été proclamée pour les rebelles de la révolte du Timok et Ivan Aksakov est mort en février 1886. Au printemps de 1886, Mihailo est retourné à Kiev. De nouveaux plans ont été élaborés pour organiser une attaque conjointe de la Serbie avec l'aide du prince monténégrin Nikola Petrović-Njegoš à l'été 1886, mais ils n'ont jamais été réalisés.

## Retour en Serbie et mort
Après que le roi Milan eut abdiqué en 1889, Mihailo a été autorisé à rentrer en Serbie. Il a été réinstallé dans sa fonction de métropolite de Belgrade le 28 mai 1889. Malgré cela, au bout du compte, l'Église n'a pas pu restaurer sa puissance après avoir été soumise à l'État. La nouvelle loi sur l'organisation de l'Église promulguée en 1890 confirmait une influence croissante des autorités publiques sur le choix du métropolite et des juges du tribunal ecclésistique.
Mihailo est resté en fonction jusqu'à sa mort en 1898, sous le règne du fils du roi Milan Alexandre Ier de Serbie. Il a été enterré dans la cathédrale Saint-Michel de Belgrade.